# Sentier de grande randonnée 169
Le sentier de grande randonnée 169 (GR 169) est constitué d'une boucle autour de la métropole de Lyon dans le département du Rhône.

## Histoire

### La création du parcours
Le comité départemental de la Fédération française de randonnée du Rhône et de la Métropole de Lyon ont créé ce circuit de 170 km destiné à mettre en valeur le patrimoine historique et naturel de la région (il a été baptisé 169 car le 69 était déjà utilisé).
Il a été inauguré en juin 2022

## L'itinéraire du GR
Le tracé part de la gare d'Irigny et finit à la gare de Feyzin (le bouclage n'est pas complet en raison des axes autoroutiers au sud).
Il reste proche de la ville (10km de rayon) et permet une accessibilité en transports en commun aux différents segments du tracé (15 gares ou arrêts de tram et plus de 60 arrêts de bus).
Le GR passe par 12 forts de la deuxième ceinture qui sont des lieux de mémoires datant de la fin du XIXe siècle (1871 à 1891). Ce sont les forts de Champvillard, Montcorin, Côte Lorette, Bruissin, Chapoly, Paillet, Mont Verdun, Vancia, Meyzieu, Bron, Saint Priest et Feyzin.
La boucle traverse 33 communes de la ceinture lyonnaise et les localités suivantes :
| Sud-Est                                                           | Nord-Est | Nord-Ouest | Sud-Ouest                                                |
| ----------------------------------------------------------------- | --- | --- | -------------------------------------------------------- |
| Irigny Saint-Genis-Laval Brignais Chaponost Francheville Craponne | Saint-Genis-les-Ollières Marcy-l'Étoile Charbonnières-les-Bains Dardilly Lissieu Limonest Poleymieux-au-Mont-d'Or Curis-au-Mont-d'Or Albigny-sur-Saône | Neuville-sur-Saône Rochetaillée-sur-Saône Fontaines-sur-Saône Cailloux-sur-Fontaines Sathonay-Village Rillieux-la-Pape Neyron Miribel Meyzieu | Chassieu Bron Saint-Priest Mions Chaponnay Corbas Feyzin |

Le GR permet également de passer par les zones naturelles de la région : berges du Rhône et de la Saône, Parc de Miribel Jonage.

## Records
Un premier record pour le parcours de 170 km est établi en 22 h 17.

## Galerie

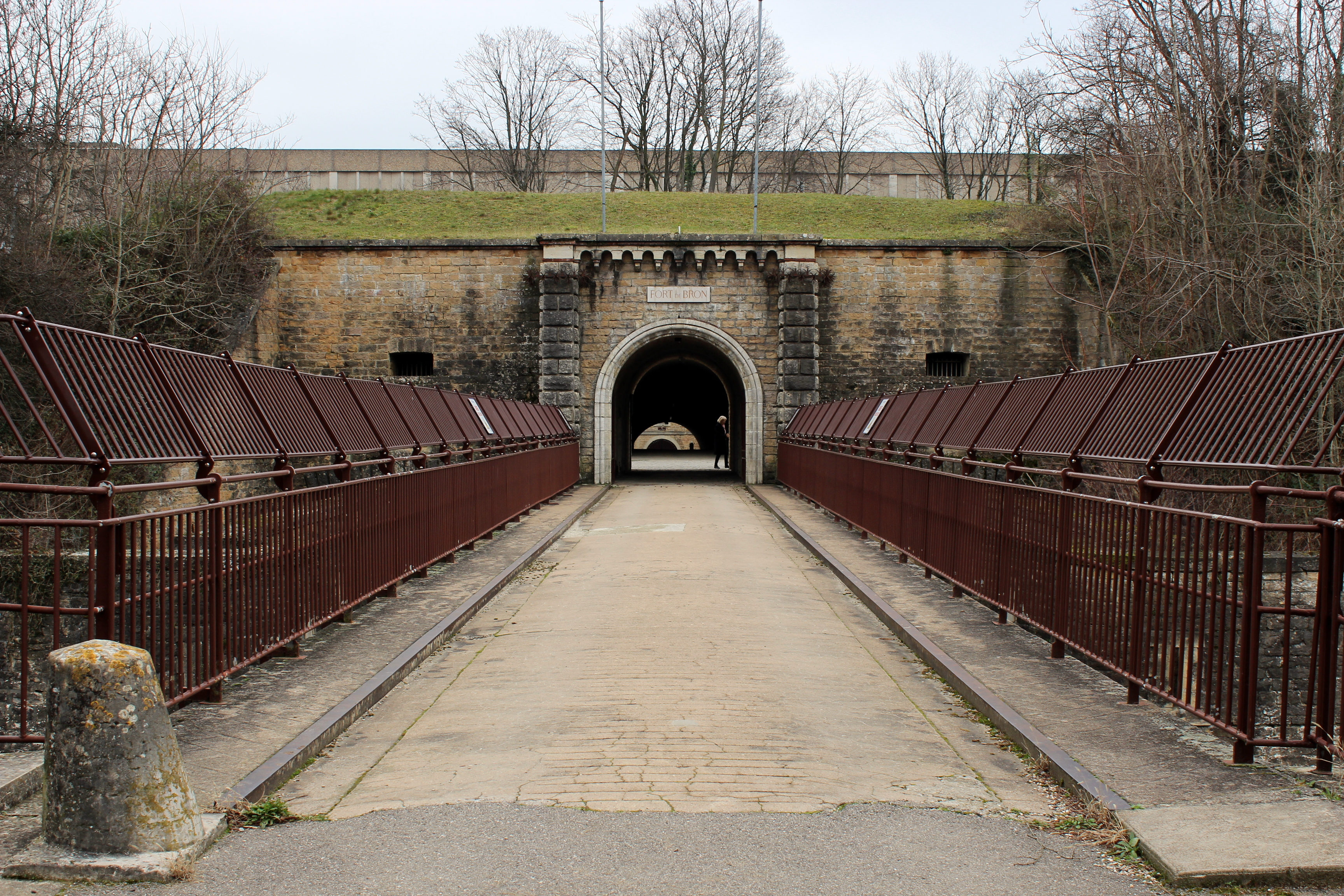
Fort de Bron
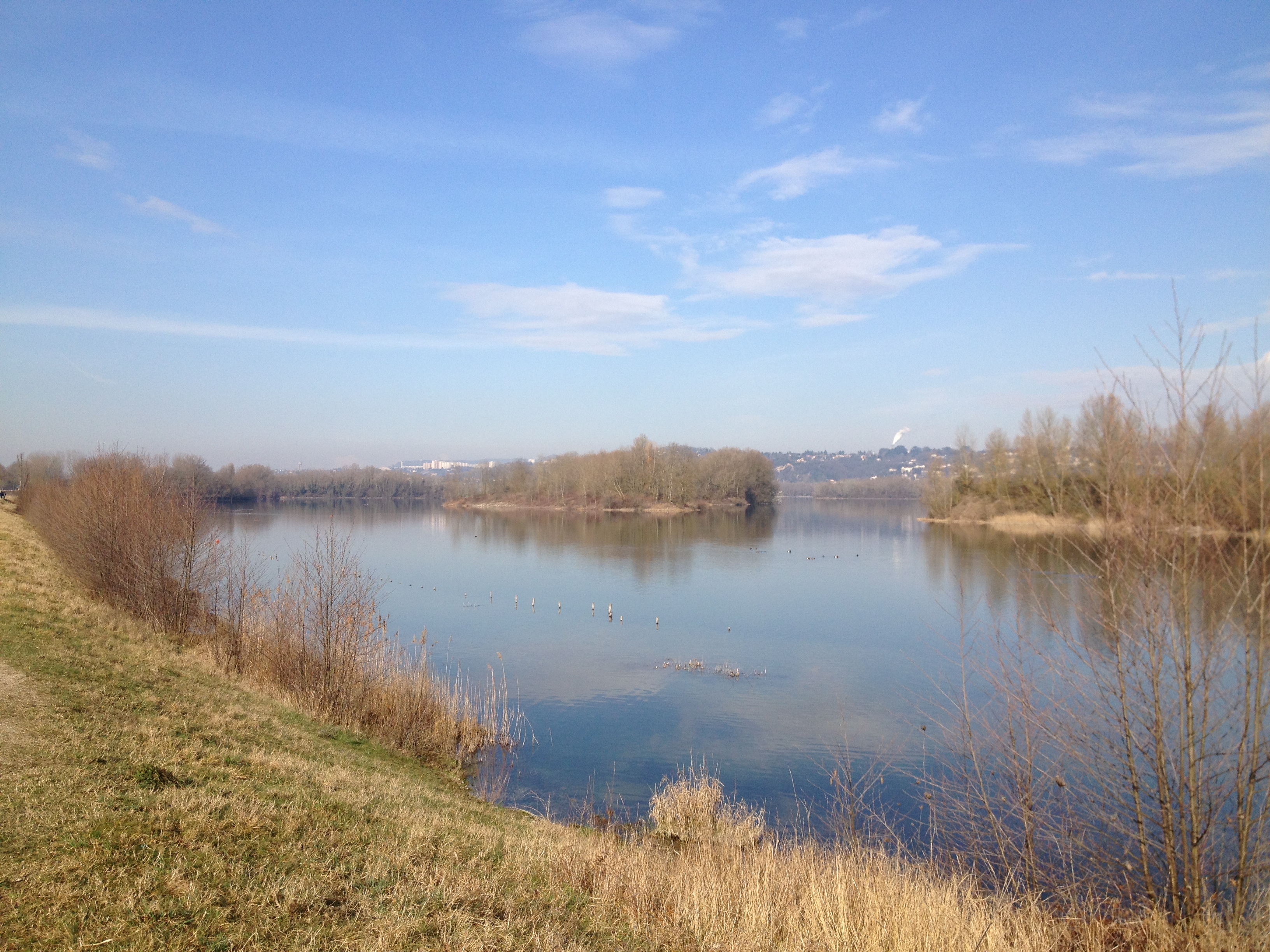
Parc de Miribel Jonage
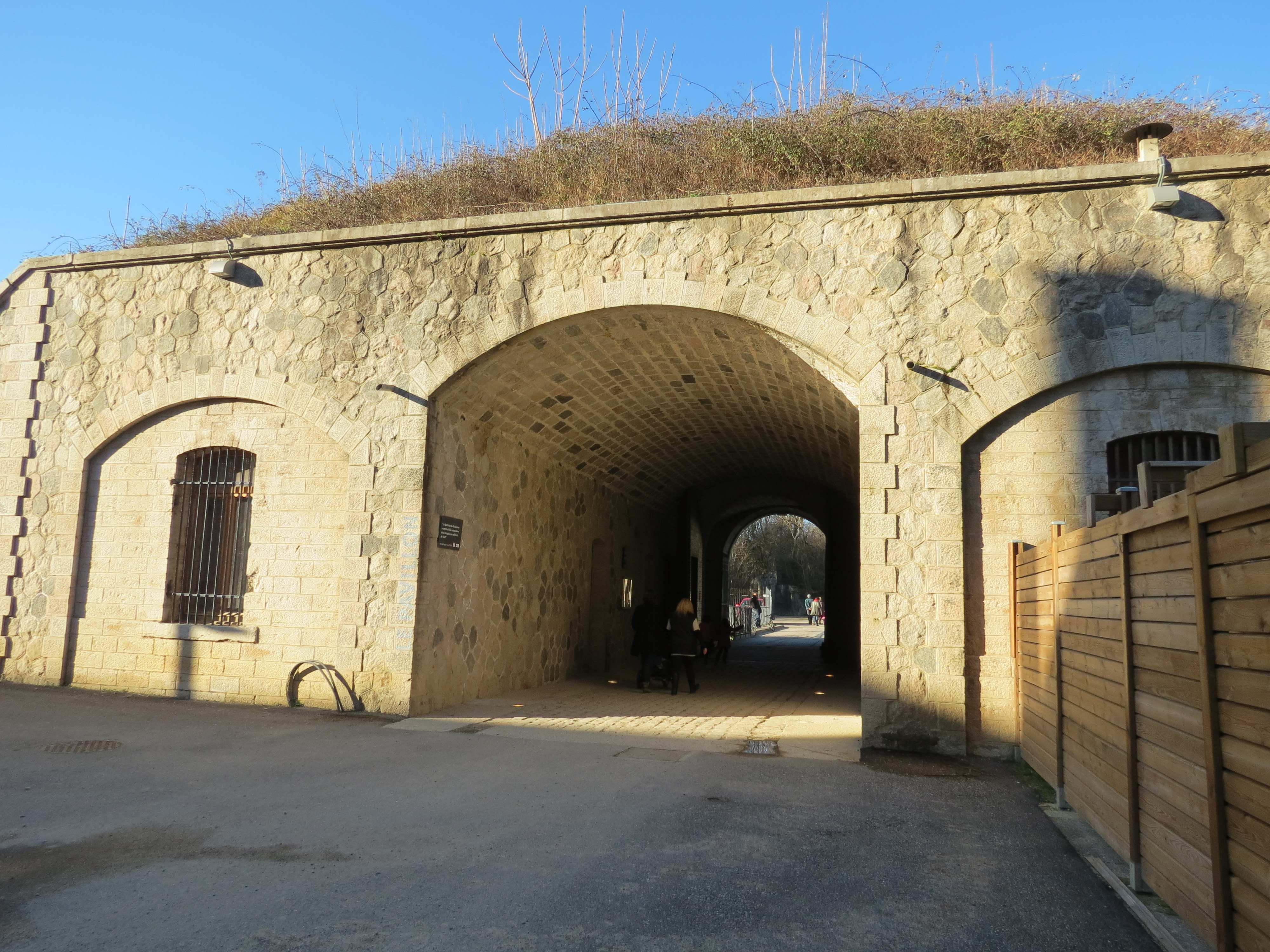
Fort de Feyzin
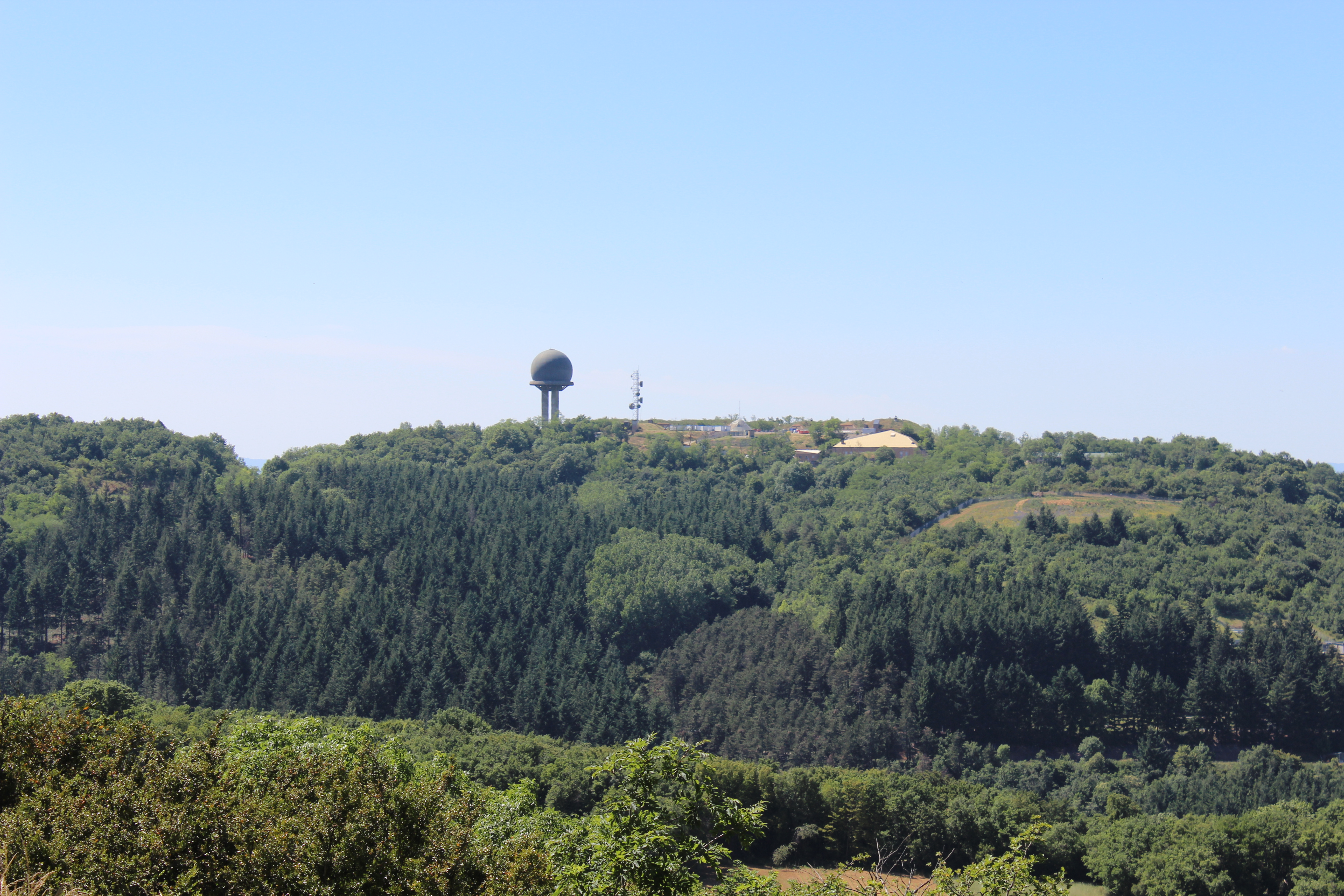
Mont Verdun
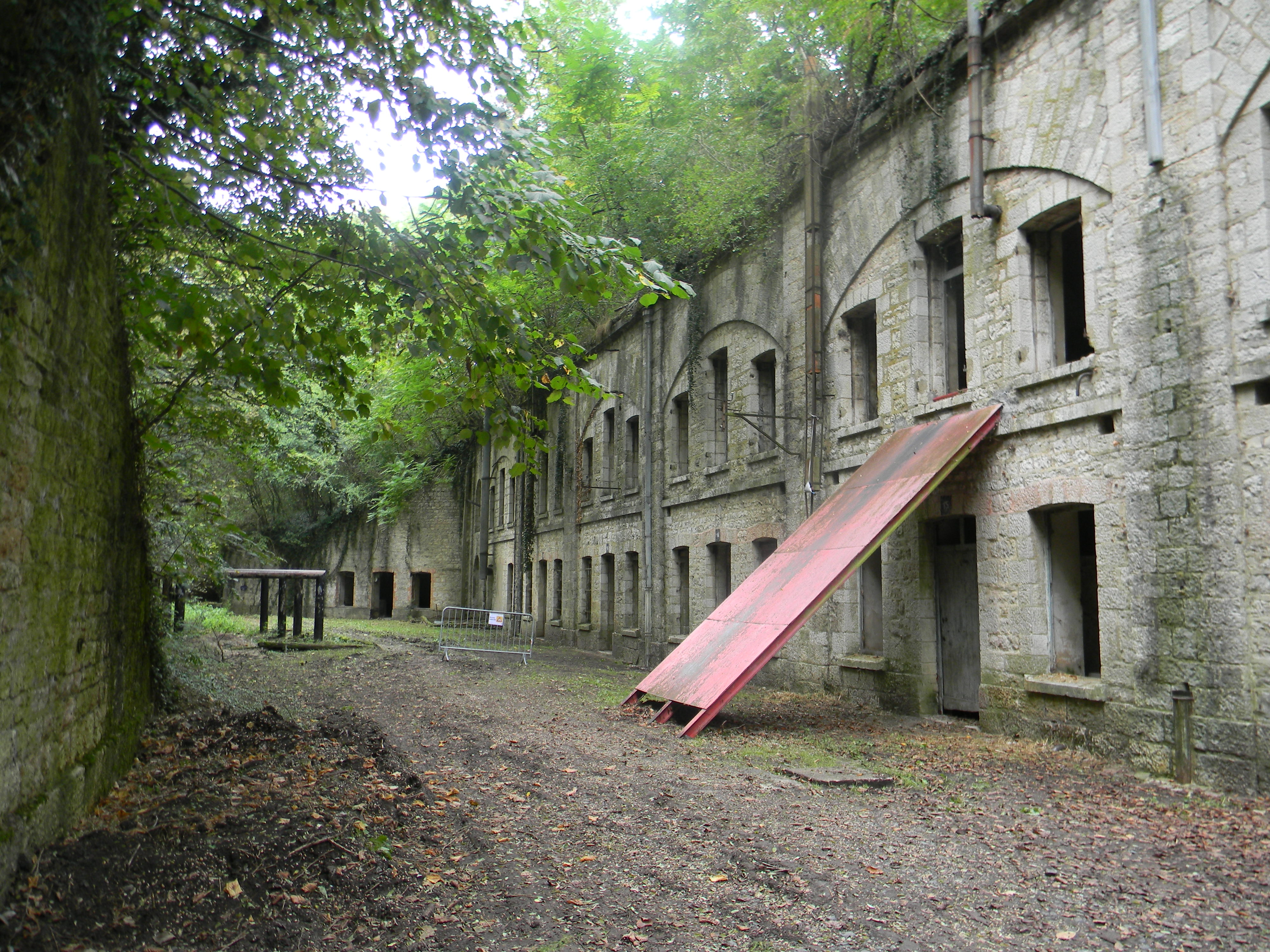
Fort de Vancia

## Futures extensions
Pas d'extension annoncée